# Lollandsbanen

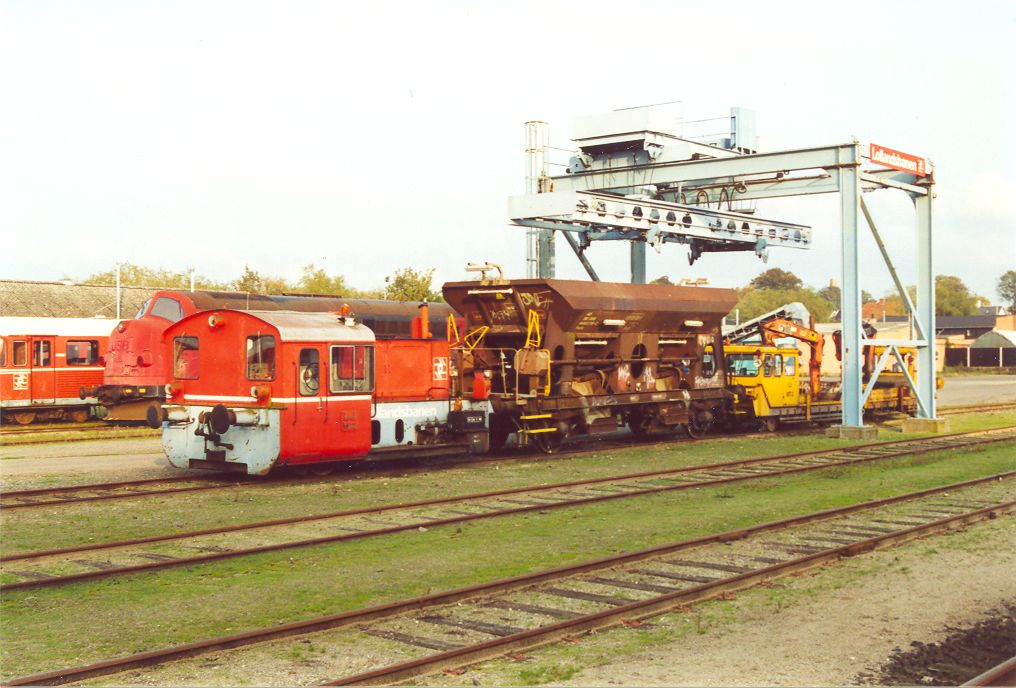
Ausrüstung für den Güterumschlag in Nakskov

Lollandsbanen (deutsch: Lollandsbahn) war die älteste Privatbahn Dänemarks auf der Insel Lolland. Heute ist nur noch die 1874 eröffnete Bahnstrecke Nykøbing F–Nakskov in Betrieb.

## Geschichte
Die Geschichte der Lollandsbahn begann am 22. August 1872. Damals wurde die Strecke Nykøbing–Orehoved eröffnet. Diese 22,4 Kilometer lange Strecke ging am 1. Januar 1893 an die Danske Statsbaner (DSB) über. Am 1. Juli 1886 wurde die 22,8 Kilometer lange Bahnstrecke Nykøbing–Gedser eröffnet, die am 1. Januar 1893 an die DSB überging. Gleichzeitig mit der heute noch betriebenen Stammstrecke von Nykøbing Falster über Maribo nach Nakskov  wurde die 14,4 Kilometer lange Strecke von Maribo nach Rødby eröffnet. Diese Strecke wurde am 27. Juli 1912 um 5,2 Kilometer nach Rødbyhavn verlängert. Die Strecke Maribo–Rødbyhavn wurde am 28. Mai 1963 eingestellt, da die DSB die Strecke Nykøbing–Rødby færge im Zuge der Vogelfluglinie in Betrieb nahm.
Weiterhin betrieb die Lollandsbahn die Bahnstrecke Maribo–Torrig (Maribo–Torrig Jernbane), Bahnstrecke Nakskov–Kragenæs (Nakskov–Kragenæs Jernbane) und Bahnstrecke Nakskov–Rødby (Nakskov–Rødby Jernbane).
Ab dem 1. Januar 2009 übernahm die neu gegründete Gesellschaft Regionstog A/S (RT) den Betrieb der Privatbahnstrecken in der Region Seeland von Lollandsbanen sowie von Vestsjællands Lokalbaner und Østbanen.
Am 1. Juli 2015 verschmolzen Regionstog und Lokalbanen zum neuen Unternehmen Lokaltog, das alle ehemaligen Privatbahnen auf Seeland und Lolland umfasst.

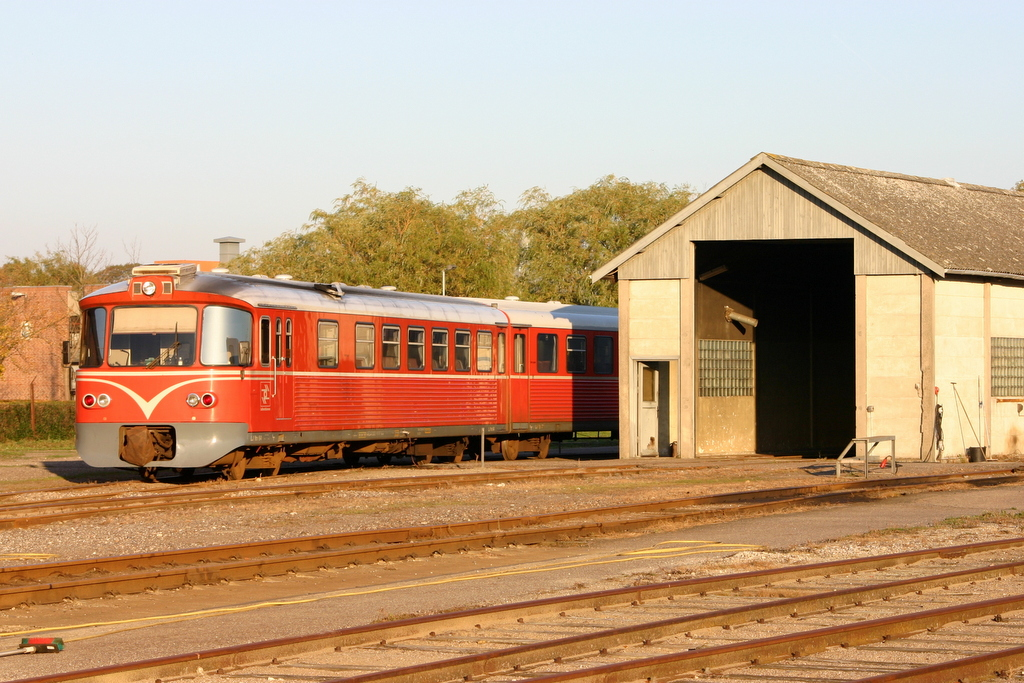
LJ Ym 64 am 17. Oktober 2006 in Nakskov
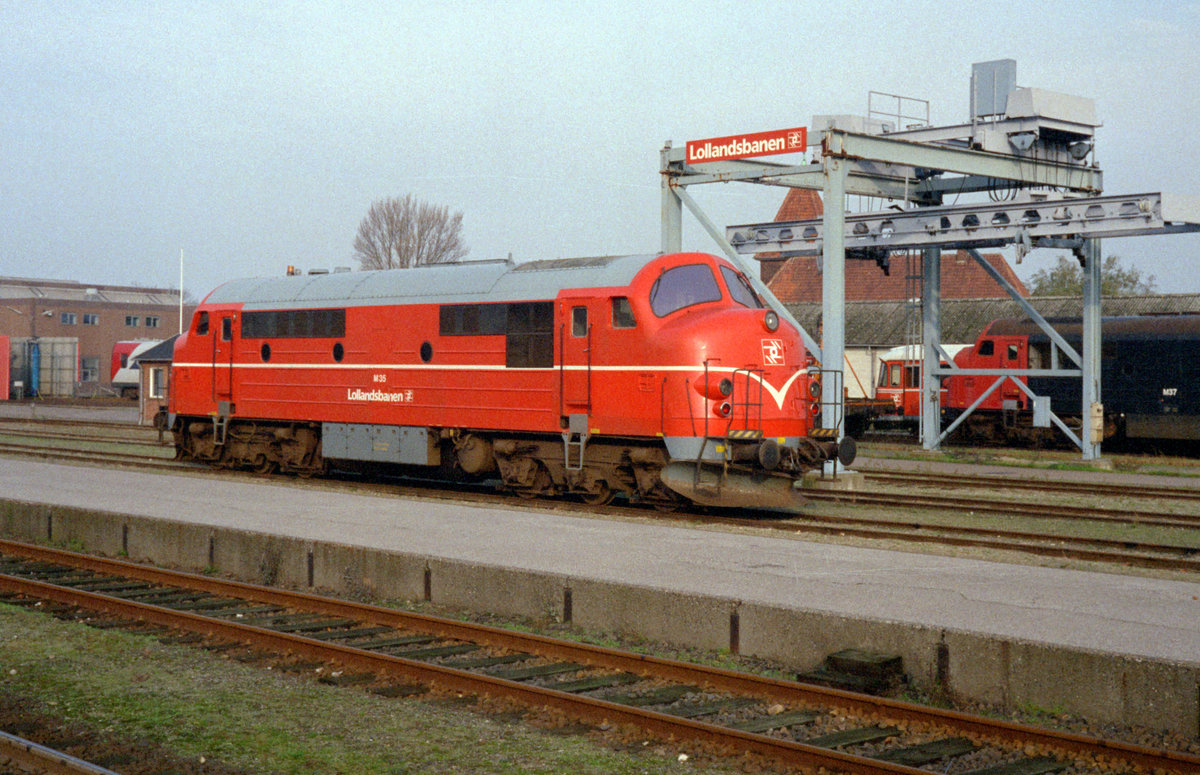
M35 in Nakskov (ex DSB Mx 1033, 21. Oktober 2000)
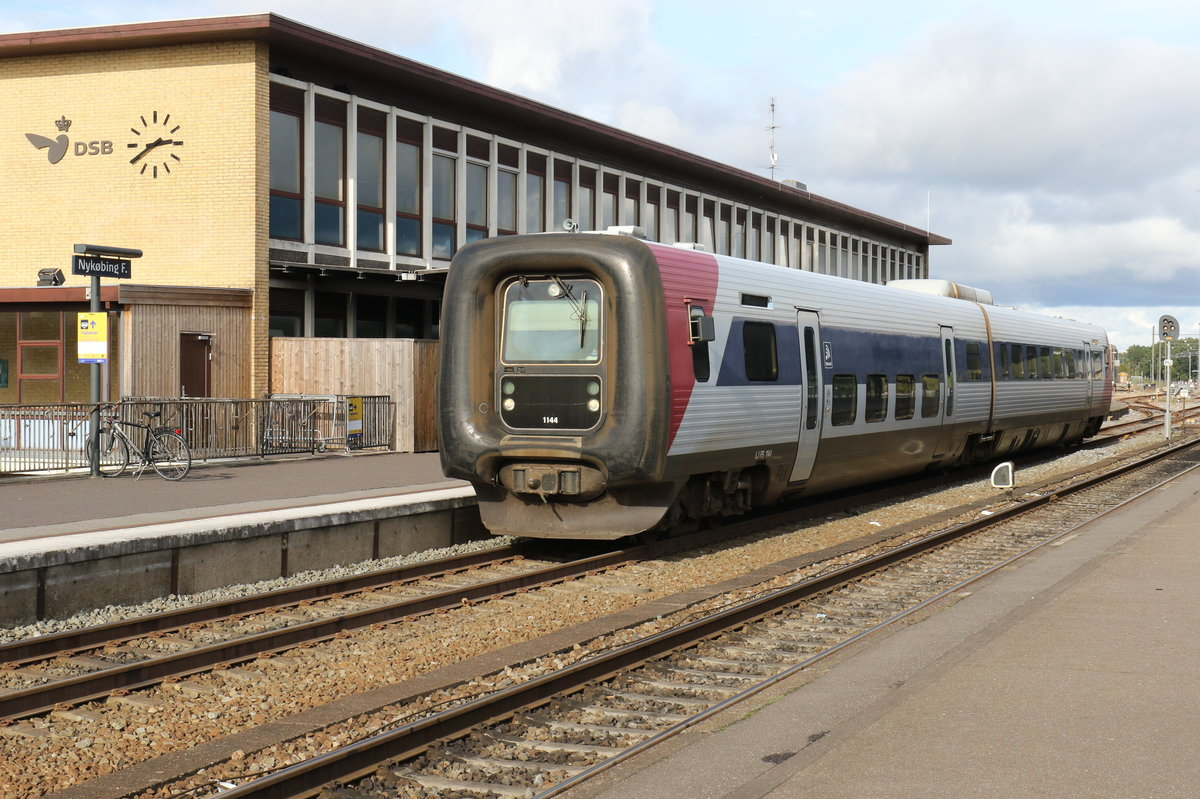
MF 1044 / FS 1144 in Nykøbing Falster (10. Oktober 2020)
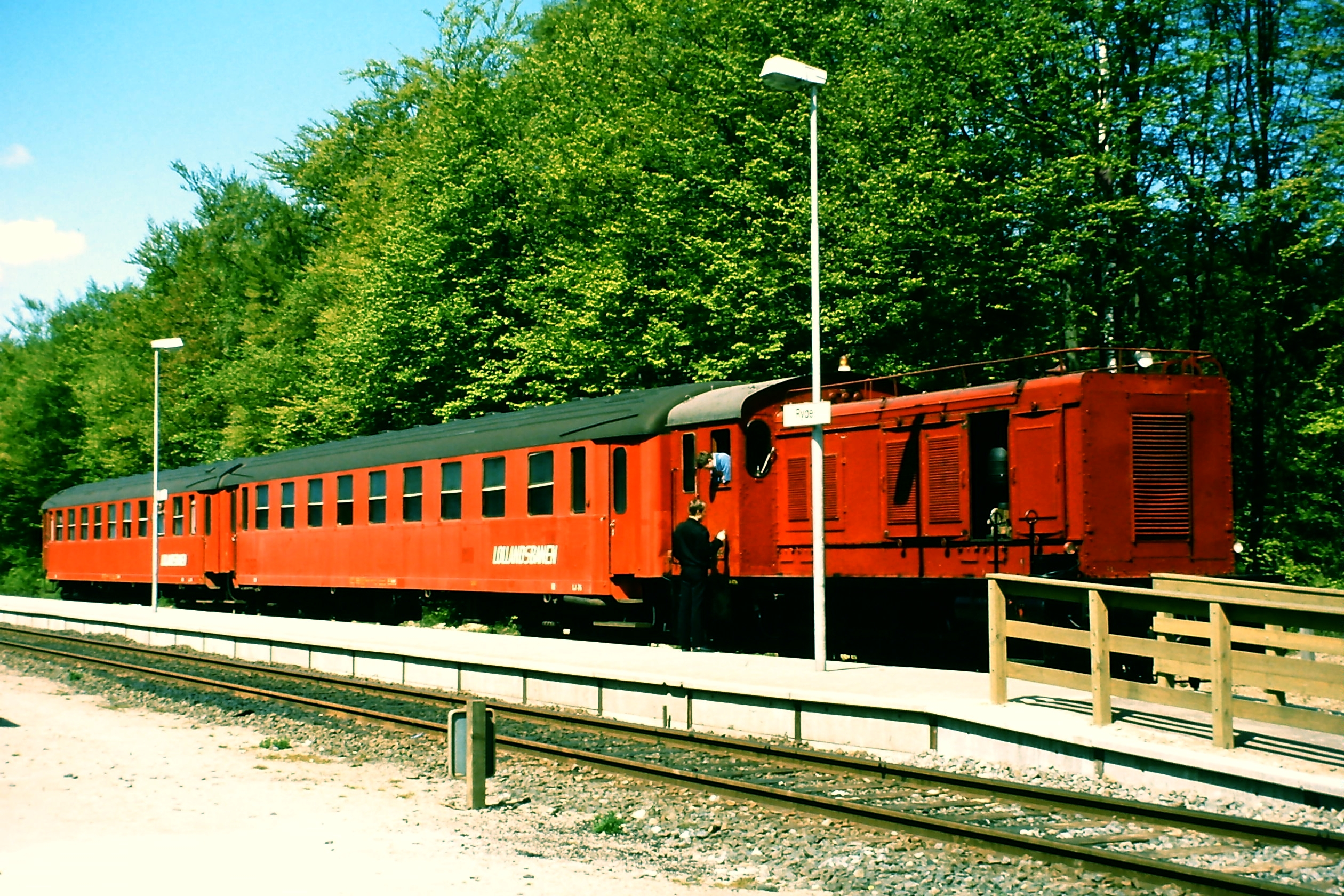
M14 (Jung Typ R 360 C – Baujahr 1950) in Ryde